# Toets (klavierinstrument)

Meest voorkomende rangschikking van de toetsen op een klavierinstrument

Een toets is een onderdeel van een muziekinstrument zoals een piano.
De toets van een klavier-instrument als bijvoorbeeld de piano, orgel, klavecimbel, spinet, keyboard of accordeon dient als een keuze-'knop' voor de juiste toonhoogte.
De toets van een xylofoon, marimba of vibrafoon. Deze worden doorgaans met speciale slagwerkstokken bespeeld en vallen daarom onder de categorie gestemd slagwerk. Ze volgen de rangschikking van pianotoetsen. 
Op een strijkinstrument heeft de term 'toets' een ietwat andere betekenis, hoewel men ook daar de toonhoogte bepaalt via de plek waarop men de toets indrukt.

## Over toetsen op klavieren

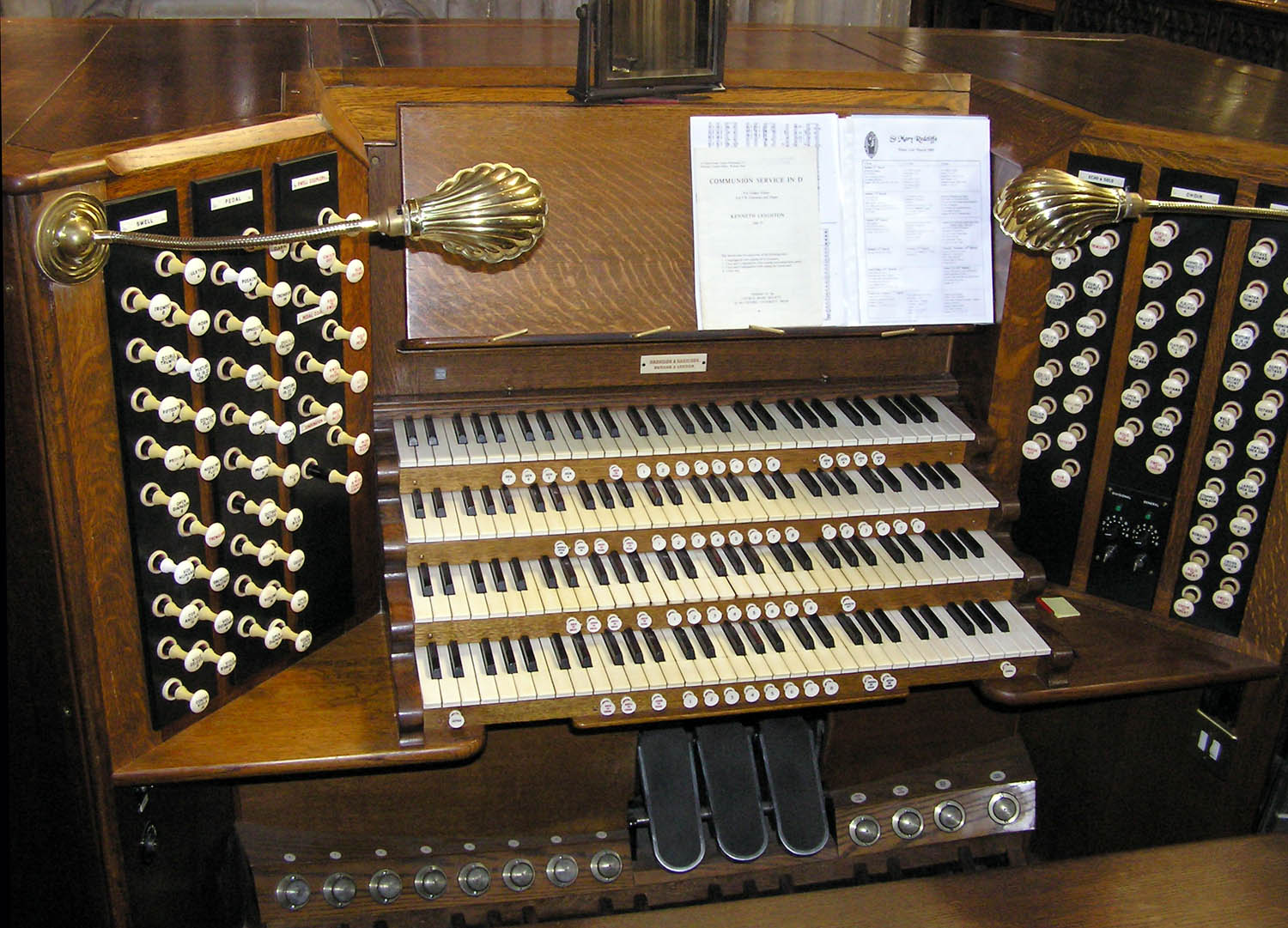
De toetsen van een orgel, gerangschikt in 4 rijen ofwel manualen. De knoppen aan de zijkant zijn geen toetsen maar registers.

De toets bij toetsinstrumenten als piano, orgel en klavecimbel bestaat uit een langwerpig houten (of kunststof) blokje, waarmee de bespeler het speelmechanisme in werking zet. Men spreekt van de ondertoets en de boventoets om onderscheid te maken tussen de lager gelegen en hoger gelegen toetsen, bijvoorbeeld op een piano respectievelijk de witte en zwarte toetsen. Tegenwoordig bootst men bij klavecimbels en orgels vaak de oude gewoonte weer na om de ondertoets (die de stamtonen bevat) een donkere (zwartere), en de boventoets (voor de gealtereerde tonen) een lichte (wittere) kleur te geven. De standaard voor moderne instrumenten is echter dat de ondertoets wit is (met ivoor of kunststof belegd) en de boventoets donker (zwart, meest ebbenhout of kunststof).
 

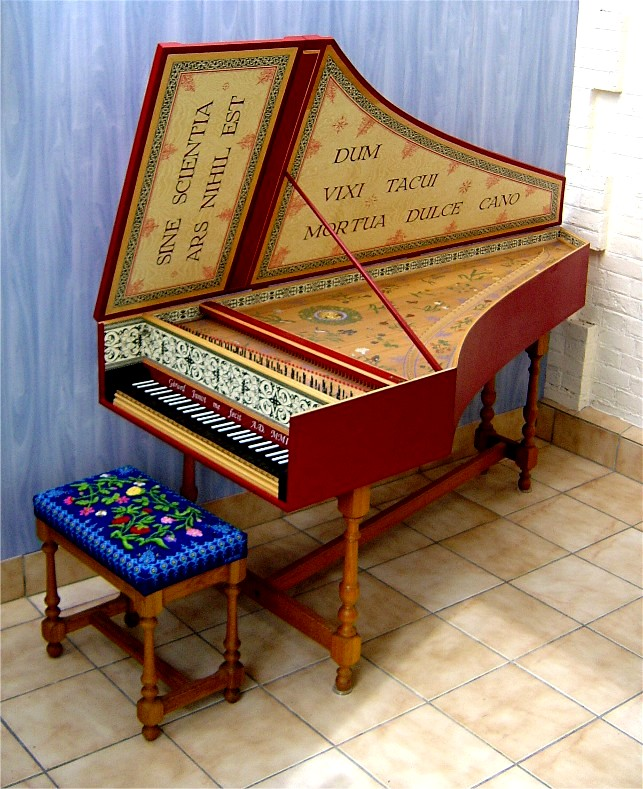
Op dit Vlaamse klavecimbel zijn de kleuren: zwart op de ondertoets en wit op de boventoets

De pedaaltoetsen (bij orgels) en de toetsen van een beiaard-klavier kennen geen beleg en zijn doorgaans naturel houtkleurig.
Op een piano bevindt zich in de toetsen lood, om de speelzwaarte te reguleren. De toetsen voor de lage tonen bevatten meer lood, en spelen iets zwaarder daardoor, de toetsen richting hoge tonen bevatten steeds minder lood, en spelen derhalve lichter. Dit heeft tevens te maken met de energiedoorgifte van de speler via de toets naar de hamer naar de snaar. Lage tonen ontstaan namelijk door dikkere en langere snaren in trilling te brengen.
De toetsen kunnen per instrument verschillen van vorm. Sommige merken muziekinstrumenten hebben meer afgeronde toetsen, andere wat meer hoekige. Ook de diepgang (de afstand van de toets tot de ingedrukte positie) kan per instrument verschillen.